# Обелиск «Неизвестному солдату»
Обелиск «Неизвестному солдату» — мемориал в посёлке Угольное (Якутия), посвящённый участникам Великой Отечественной войны.

## Описание памятника
Мемориальное сооружение в виде четырёхгранного столба с заостренной пирамидальной верхушкой, увенчанной алой пятиконечной звездой. Обелиск напоминает местным жителям о подвиге их земляков в годы войны. На мемориальной доске высечены слова: «Имя твое — неизвестно. Подвиг твой — бессмертен! Вечная слава героям, павшим в боях Великой Отечественной войны 1941—1945 гг.!».

## История памятника
9 мая 1960 года на XV-й годовщине Победы в Великой Отечественной войне на торжественном митинге состоялось открытие памятного обелиска «Неизвестному солдату», который был установлен в поселке горняков Чульманской угольной шахты «Угольный». Обелиск был поставлен по инициативе трудящихся в молодом шахтёрском поселке Угольный, возникшем в послевоенные годы.
По состоянию на 2011 год бывший шахтерский поселок преобразован в огородно-дачное товарищество «Угольщик». Здесь трудятся на своих индивидуальных участках в основном бывшие угледобытчики чульманской шахты, их дети и внуки, которые помнят и чтят историю родного края. У подножия одиноко стоящего обелиска «Неизвестному солдату» на некогда оживленной центральной площади поселка летом лежат свежие полевые цветы. Сам обелиск за 50 лет, прошедших с момента установки, был изношен и требовал ремонта. В Нерюнгринском районе прошла подготовка к празднованию знаменательной даты — 65-летия Победы в Великой Отечественной войне, которая началась ещё в 2007 году. Был разработан план мероприятий, в которую были включены, в том числе, задачи по благоустройству памятников Нерюнгринского района. По инициативе главы района В. Кожевникова в этот план мероприятий по празднованию 65-летия Великой Победы был внесён ремонт обелиска «Неизвестному солдату», стоящего в поселке Угольный. В предпраздничные дни прошёл торжественный митинг у этого обелиска. В год 65-летия Великой Победы и 50-летия установки обелиска жители края бережно относятся к памяти о Великой Отечественной войне.
12 сентября 2014 года в бывшем поселке горняков Угольный прошли мероприятия по приведению в порядка обелиска Неизвестному солдату. Обелиск является одним из самых старых памятников в Нерюнгринском районе Якутии, выполненный мастерами кузнечного цеха Чульманской шахты. Обелиск очистили от старой краски, повторно нанесли покрытие, облагородили территорию, к подножию были возложены венки.